# 東八森駅
東八森駅（ひがしはちもりえき）は、秋田県山本郡八峰町八森字家の後にある、東日本旅客鉄道（JR東日本）五能線の駅である。

## 歴史
開業時は、八森町役場（のちの八峰町八森庁舎）が今の八森駅付近に移転するまでは旧・八森町の中心駅であり、当駅が八森駅を名乗っていたが、1959年（昭和34年）に八森町役場の移転に伴い隣の椿駅が八森駅に改称されることになり、同年11月1日の椿駅の改称に先立ち10月1日に東八森駅に改称された。
八森町が八峰町として合併後、旧峰浜村役場と旧八森町役場のおおよそ中間に役場を設置したため当駅が八峰町役場の近隣駅となっている。

### 年表
- 1926年（大正15年）4月26日：国鉄の八森駅として山本郡八森村に開業[1][3]。
- 1959年（昭和34年）10月1日：東八森駅に改称[1][3]。
- 1971年（昭和46年）10月1日：無人化および貨物の取り扱い廃止[4][5][6]。ただし、翌年3月31日までは（日曜・祝日を除く）6時から15時半まで旅客扱い要員を1名配置する[7]。
- 1972年（昭和47年）7月1日：簡易委託駅となる[8]。
- 1979年（昭和54年）4月：現駅舎が完成し、供用を開始[9]。
- 1987年（昭和62年）4月1日：国鉄分割民営化により、東日本旅客鉄道の駅となる[3]。
- 時期不詳：簡易委託廃止、完全無人化。

- 2020年（令和2年）4月1日：能代駅の業務委託化に伴い、東能代駅管理となる。
- 2024年（令和6年）10月1日：えきねっとQチケのサービスを開始[2][10]。

## 駅構造
単式ホーム1面1線を有する地上駅である。かつては交換設備を有していた。駅舎は白いカプセル式の待合所機能があるものである。
東能代統括センター（東能代駅）管理の無人駅である。

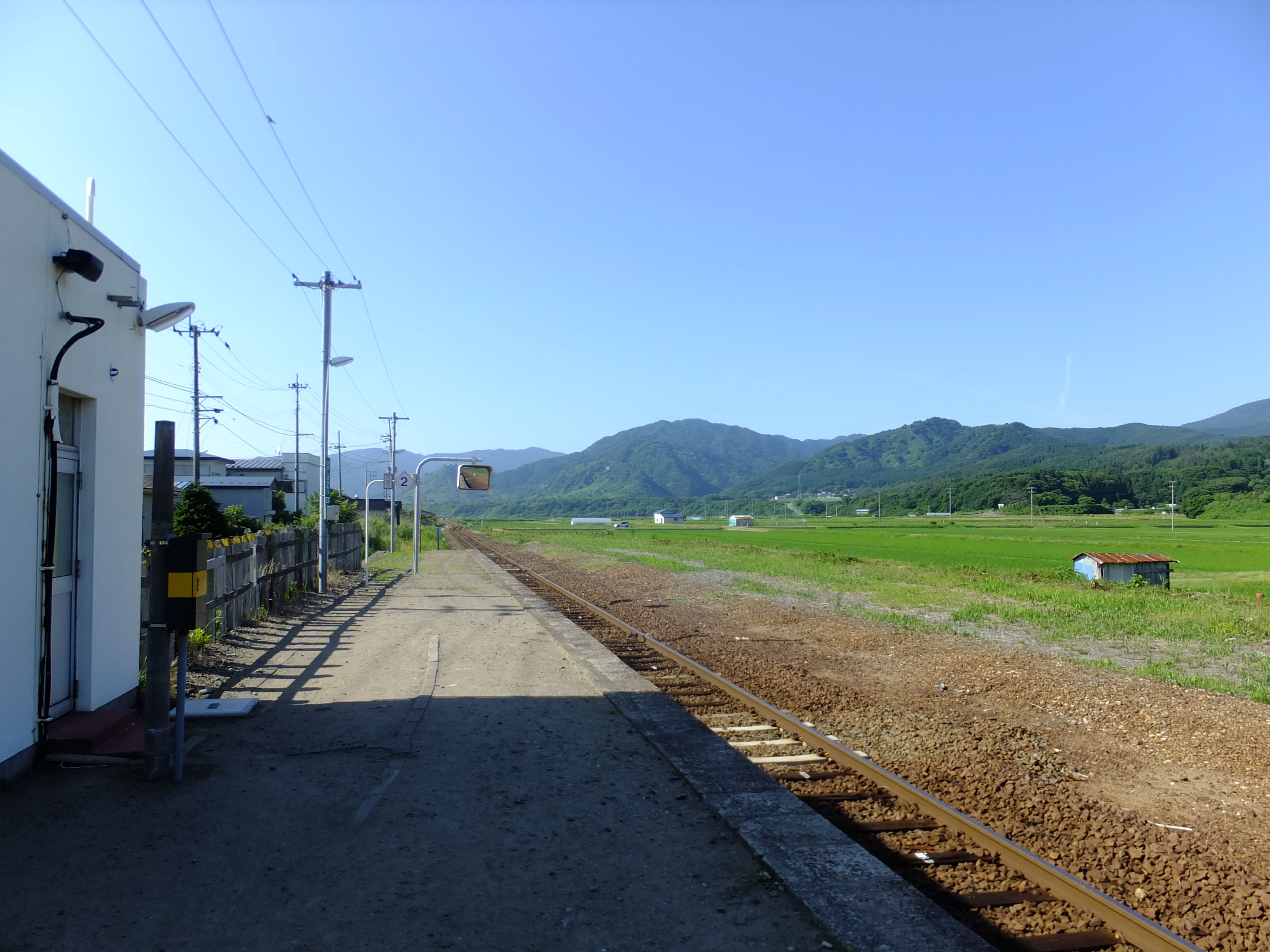
ホーム（2017年6月）

## 駅周辺
住宅が立ち並んでおり、ホームセンターや郵便局、700メートルほど離れた所には薬局とコンビニがある。
- 国道101号
- 東八森郵便局
- 潮浜温泉
- あきた白神温泉
- 八峰町巡回バス「東八森駅前」停留所

## 隣の駅
東日本旅客鉄道（JR東日本）
■五能線
□快速
通過
■普通
沢目駅 - 東八森駅 - 八森駅